# Кірхберг-ім-Вальд
Кірхберг-ім-Вальд (нім. Kirchberg im Wald) — громада в Німеччині, розташована в землі Баварія. Підпорядковується адміністративному округу Нижня Баварія. Входить до складу району Реген.
Площа — 48,79 км2. Населення становить 4371 ос. (станом на 31 грудня 2020).